# Lee Wallace
Pour les articles homonymes, voir Wallace.
Lee Wallace, né le 1er août 1987 à Édimbourg, est un footballeur écossais.
Latéral gauche, il a été formé au Heart of Midlothian Football Club.
Il fréquente les équipes U-19 et U-20 et U-21 de l'équipe d'Écosse avant d'être pour la première fois sélectionné avec les A en 2009.

## Biographie
Le 14 juin 2019, il rejoint QPR.

## Palmarès
Heart of Midlothian
- Coupe d'Écosse
  - Vainqueur (1) : 2006

 Rangers FC
- Championnat d'Écosse de football D3 / SFL D2
  - Vainqueur (1): 2014
- Championnat d'Écosse de football D2 / Championship D2
  - Vainqueur (1): 2016
- Scottish Challenge Cup
  - Vainqueur : (1) 2016
- Coupe d'Écosse
  - Finaliste : 2016

### Distinctions personnelles
- Membre de l'équipe-type de la Scottish Championship en 2016